# 諾維吉亞岬
71°20′S 12°18′W / 71.333°S 12.300°W
諾維吉亞岬是南極洲的岬角，位於東部南極洲的毛德皇后地，處於里瑟爾-拉森冰架的東北端，是威德爾海和哈康七世海的邊界點，該岬角在1930年2月被發現。